# Jamaal Lascelles
Jamaal Lascelles (* 11. November 1993 in Derby) ist ein englischer Fußballspieler.
Der Innenverteidiger stammt aus der Nachwuchsabteilung von Nottingham Forest, wo er sich nach einer Leihe zum FC Stevenage in der ersten Mannschaft etablierte. Im August 2014 wechselte er zu Newcastle United und ist seit der Saison 2016/17 Kapitän der Mannschaft.
Lascelles spielte für die U18, U19, U20 und U21-Auswahlen seines Heimatlandes.

## Vereinskarriere

### Nottingham Forest

#### Anfänge bei Nottingham Forest
Der in Derby in den East Midlands geborene Jamaal Lascelles begann in der Jugendakademie von Nottingham Forest mit dem Fußballspielen und spielte dort in diversen Juniorenauswahlen. Bei den Tricky Trees galt er als eines der größten Nachwuchstalente der letzten Jahre und im Januar 2011 lehnte Nottingham Forest ein fünf Millionen Pfund schweres Transferangebot des FC Arsenal für ihn ab. Im Januar 2014 wurde der FC Everton für die unerlaubte Kontaktaufnahme mit dem minderjährigen Lascelles im Jahr 2010 von der FA mit einer Geldstrafe in Höhe von 45.000 Pfund bestraft. Auch sein damaliger Berater erhielt eine Buße in Höhe von 10.000 Pfund. Im März 2011 wurde der 17-Jährige Lascelles mit seinem ersten professionellen Vertrag ausgestattet. Am 31. Januar 2012 (28. Spieltag) debütierte er bei der 0:2-Heimniederlage gegen den FC Burnley in der zweithöchsten englischen Spielklasse. Dieser sollte vorerst sein einziger für Forest sein.

#### Auf Leihbasis beim FC Stevenage
Im März 2012 schloss sich Lascelles leihweise dem Drittligisten FC Stevenage an, wo er die restliche Saison 2011/12 Spielpraxis im Profibereich sammeln sollte. Sein Debüt bestritt er am 13. März 2012 (28. Spieltag) beim 1:0-Heimsieg gegen Oldham Athletic, als er in der 69. Spielminute für den Offensivspieler Luke Freeman eingewechselt wurde. In den nächsten Ligaspielen saß er häufig auf der Bank, bis er am 14. April (43. Spieltag) beim 6:0-Auswärtssieg gegen Yeovil Town in seinem ersten Einsatz in der Startelf sein erstes Tor erzielte. In den restlichen fünf Ligaspielen der Spielzeit stand er als rechter Außenverteidiger über die volle Distanz der Partie auf dem Platz. Stevenage qualifizierte sich mit dem sechsten Tabellenrang für die Aufstiegs-Play-offs. Im Halbfinale der Play-offs schied man mit einem 0:0-Unentschieden im Hinspiel und einer 0:1-Niederlage im Rückspiel gegen Sheffield United aus. Lascelles war in beiden Spielen im Einsatz und kehrte anschließend nach Nottingham zurück.

#### Rückkehr zu Nottingham Forest
Am 7. August 2012 unterzeichnete Jamaal Lascelles einen neuen Vierjahresvertrag bei den Tricky Trees. Am 18. August 2012 (1. Spieltag) bestritt er beim 1:0-Heimsieg gegen Bristol City seinen ersten Saisoneinsatz, als er in der Schlussphase für Radosław Majewski eingewechselt wurde. In dieser Saison 2012/13 war er im Kader Forests gelistet, kam aber nur in zwei Ligaspielen und einem Ligapokalspiel zum Einsatz.
Nachdem er auch vom neuen Cheftrainer Sean O’Driscoll zu Beginn der nächsten Spielzeit 2013/14 ebenfalls nicht berücksichtigt worden war, drang er ab Ende Oktober 2013 in die Startaufstellung vor und bildete mit Jack Hobbs das Duo in der Innenverteidigung. Diesen Stammplatz behielt er auch bei seinem Nachfolger Alex McLeish bei, dessen Vertrag bereits nach 40 Tagen im Amt in gegenseitigem Einvernehmen aufgelöst wurde. Am 8. Februar 2014 (30. Spieltag) erzielte er im ersten Ligaspiel des neuen Managers Billy Davies beim 1:1-Unentschieden gegen den FC Blackpool seinen ersten Ligatreffer für Forest. Am 12. April (42. Spieltag) erzielte er bei der 2:5-Auswärtsniederlage gegen die Queens Park Rangers sein zweites Saisontor. In dieser Spielzeit 2013/14 absolvierte er 29 Ligaspiele, in denen er zwei Mal treffen konnte. Zusätzlich war er in fünf Pokal und Ligapokalspielen im Einsatz, in denen er ein Tor erzielen konnte.

### Newcastle United

#### Auf Leihbasis bei Nottingham Forest
Am 9. August 2014 wechselte Jamaal Lascelles zusammen mit seinem Teamkollegen, dem Torwart Karl Darlow, zum Erstligisten Newcastle United. Beide Spieler wurden im Zuge dieses Transfers für die gesamte Saison 2014/15 an Nottingham Forest ausgeliehen. Seinen Stammplatz in der Innenverteidigung musste er sich in dieser Spielzeit erneut erarbeiten, wobei er seinen Partner aus der Vorsaison Jack Hobbs verdrängen musste, um mit dem Neuzugang Michael Mancienne und später mit Kelvin Wilson das Innenverteidigerduo zu bilden. Sein einziges Saisontor machte er am 25. Februar 2015 (33. Spieltag) beim 2:1-Heimsieg gegen den AFC Bournemouth. Er kam in 25 Ligaspielen und zwei Ligapokalpartien zum Einsatz.

#### Abstieg und Wiederaufstieg mit Newcastle United

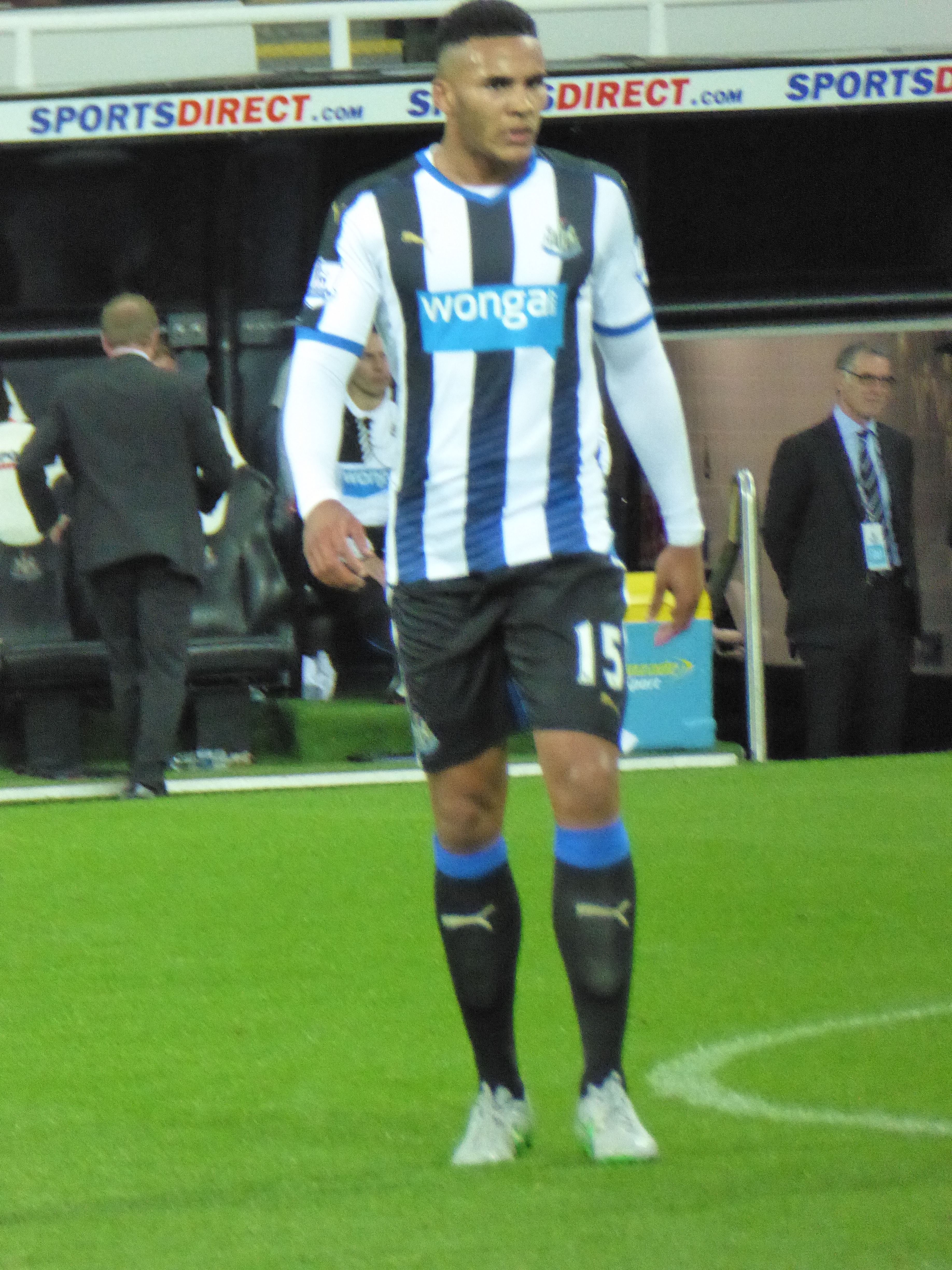
Jamaal Lascelles in einem Ligapokalspiel gegen Sheffield Wednesday im September 2015

Zur Saison 2015/16 kehrte Jamaal Lascelles zu Newcastle United zurück. Am 25. August 2015 bestritt er beim 4:1-Heimsieg im Ligapokalspiel gegen den Viertligisten Northampton Town sein Debüt für die Magpies. Sein Premier-League-Debüt gab er am 3. Oktober 2015 (8. Spieltag) bei der 1:6-Auswärtsniederlage gegen Manchester City, als er in der 53. Spielminute für den verletzten Kevin Mbabu eingewechselt wurde. In den nächsten Wochen und Monaten erhielt Lascelles von Cheftrainer Steve McClaren nur sporadisch Spielzeit als Einwechselspieler. Erstmals in der Startformation stand er am 23. Januar 2016 (23. Spieltag) bei der 1:2-Auswärtsniederlage gegen den FC Watford, in welcher er auch sein erstes Tor erzielen konnte. Bei der 0:3-Auswärtsniederlage gegen den FC Everton am nächsten Spieltag flog er mit „gelb-rot“ vom Platz. Trotz dieses Rückschlags konnte er sich in der nächsten Zeit aufgrund von Verletzungen der etatmäßigen Innenverteidiger Chancel Mbemba und Fabricio Coloccini in der Startformation etablieren. Nach McLarens Entlassung behielt er seinen Stammplatz beim abstiegsbedrohten Verein auch unter dem neuen Coach Rafael Benítez. Im April 2016 trat er nach einer Niederlage gegen den FC Southampton vor die Presse und kritisierte den missenden Mannschaftsgeist und Kampf seiner Teamkollegen gegen den Abstieg. Newcastle blieb unter Benítez die letzten sechs Ligaspiele ungeschlagen, konnte dem Abstieg in die Championship jedoch nicht mehr entrinnen. Lascelles kam in dieser Spielzeit zu 18 Ligaeinsätzen, in denen er zwei Mal traf.
Die Verantwortlichen von Newcastle United hielten an Rafa Benítez als Cheftrainer in der folgenden Saison 2016/17 fest. Dieser beförderte Lascelles nach dem Abgang Fabricio Coloccinis am 4. August 2016 zum neuen Kapitän der Mannschaft. Diesen Schritt begründete Benítez damit, dass er die notwendige Mentalität für diesen Posten besitze und er in der Kabine stets das Wort ergreife, wenn dies nötig ist. Auf zwei Auftaktniederlagen reagierte Newcastle mit einer furiosen Siegesserie von fünf Spielen. Beim 2:0-Heimsieg gegen Brighton & Hove Albion am 27. August 2016 (5. Spieltag) steuerte Lascelles einen Treffer bei. Nach zwei sieglosen Ligaspielen, feierte man acht Siege in Folge und platzierte sich auf dem ersten Tabellenrang. Auch in den nächsten Monaten blieb man Spitzenreiter, wobei Lascelles seit dem Jahresbeginn 2017 trotz einer Leistenverletzung nahezu alle Pflichtspiele absolvierte, welche er erst nach dem Ende der Spielzeit operieren ließ. Als Kapitän führte er seine Mannschaft mit drei Toren in 43 Ligaspielen zum Meistertitel und Wiederaufstieg in die Premier League.

#### Etablierung in der Premier League
Zu Beginn der nächsten Saison 2017/18 beeindruckte Lascelles mit seinen starken Leistungen und wurde zur Auszeichnung zum Premier League Player of the Month September nominiert, welcher jedoch von Harry Kane gewonnen wurde. Sein erstes Saisontor gelang ihm am 10. September 2017 (4. Spieltag) beim 1:0-Auswärtssieg gegen Swansea City. Am 6. Oktober 2017 unterzeichnete Lascelles einen neuen Sechsjahresvertrag bei Newcastle United. Einige Tage später geriet er im Training mit seinem Teamkollegen Mohamed Diamé in eine körperliche Auseinandersetzung, welchen er zuvor als faul tituliert hatte. Beide mussten zur Entschädigung das gesamte Team zum Essen einladen. Aufgrund einer Knöchelverletzung verpasste er zwischen Mitte November 2017 und Anfang Dezember 2017 fünf Ligaspiele. Anschließend kehrte er wieder in die Startformation zurück und beendete die Saison mit 33 Einsätzen in der Liga, in denen er drei Tore erzielte. Newcastle klassierte sich in der Ligatabelle auf dem zehnten Platz.
Am 29. August 2018 geriet er nach einer 1:2-Niederlage gegen den FC Chelsea mit Matt Ritchie in einen Streit, welcher in der Kabine körperlich ausartete. Benítez reagierte auf diese Eskalation ohne jegliche Konsequenz. Im Oktober 2018 verlängerte Jamaal Lascelles sein Arbeitspapier erneut um ein weiteres Jahr und verschrieb sich dem Verein damit bis 2024. Nach einem sehr schwachen Saisonstart, gelang Newcastle erst in der Rückrunde der endgültige Sprung aus der Abstiegszone. In dieser Spielzeit 2018/19 gelang ihm in 32 Ligaspielen kein Torerfolg und Newcastle schloss diese auf dem 13. Tabellenrang ab.
Nachdem Rafa Benítez Vertrag nicht verlängert wurde, bekam Jamaal Lascelles mit Steve Bruce zur Saison 2019/20 einen neuen Cheftrainer. Am 27. Oktober 2019 (10. Spieltag) erzielte er beim 1:1-Unentschieden gegen die Wolverhampton Wanderers sein erstes Saisontor. Beim 2:1-Heimsieg gegen den AFC Bournemouth zwei Wochen später wurde er bereits in der 20. Spielminute aufgrund einer Knieverletzung ausgewechselt und durch Paul Dummett ersetzt. In der Folge war er für zwei Monate nicht einsatzfähig.

## Nationalmannschaft
Im April 2011 bestritt Jamaal Lascelles ein Länderspiel für die englische U18-Nationalmannschaft. Von März 2011 bis Februar 2012 war er in acht freundschaftlichen Länderspielen für die U19 im Einsatz.
Am 28. Mai 2013 wurde Lascelles in den Kader der U20 für die U20-Weltmeisterschaft 2013 in der Türkei nominiert. Bei dieser kam er im ersten Gruppenspiel, beim 2:2-Unentschieden gegen den Irak, zu seinem einzigen Einsatz.
Im September und November 2014 absolvierte er jeweils ein Länderspiel für die U21.

## Erfolge
Newcastle United
- EFL Championship: 2016/17